# Арлансон (река)
Арлансон (исп. Río Arlanzón) — крупная река Пиренейского полуострова, в Испании, приток реки Арланса. Длина — 122,4 км. Площадь водосборного бассейна — 2658,9 км².
Берёт начало в горном массиве Сьерра-де-ла-Деманда.
Русло реки Арлансон, проходящее прямо по городскому центру города Бургос делит город на две части: старую и новую.